# سیلی‌گو
سیلی‌گو(به لاتین: Siligo) یکی از شهرهای ایتالیا می‌باشد. این شهر یکی از قدیمی‌ترین شهرهای ایتالیا نیز است.